# Elio Bavutti
Elio Bavutti (* 5. Mai 1914 in San Prospero; † 9. Februar 1987 in Modena) war ein italienischer Radrennfahrer.

## Sportliche Laufbahn
Bavutti war im Straßenradsport aktiv. 1936 startete er bei den Olympischen Spielen in Berlin. Im olympischen Straßenrennen kam er nicht ins Ziel. In der Mannschaftswertung wurde Italien mit Corrado Ardizzoni, Pierino Favalli, Glauco Servadei und Elio Bavutti Vierter. 1936 gewann er die Coppa Azzini. 
Von 1937 bis 1939 war er Berufsfahrer. Als Radprofi hatte er keine Erfolge. Der 4. Platz bei Milano–Mantova 1935 war das beste Ergebnis in einem Eintagesrennen. Den Giro d’Italia fuhr er zweimal. 1937 und 1938 beendete er die Rundfahrt nicht. In den Rennen der Monumente des Radsports war der 9. Platz im Rennen Mailand–Sanremo 1937 sein bestes Resultat.